# Adelolophus
Adelolophus hutchisoni is een plantenetende ornithischische dinosauriër, behorend tot de Euornithopoda, die tijdens het late Krijt leefde in het gebied van het huidige Noord-Amerika.

## Vondst en naamgeving

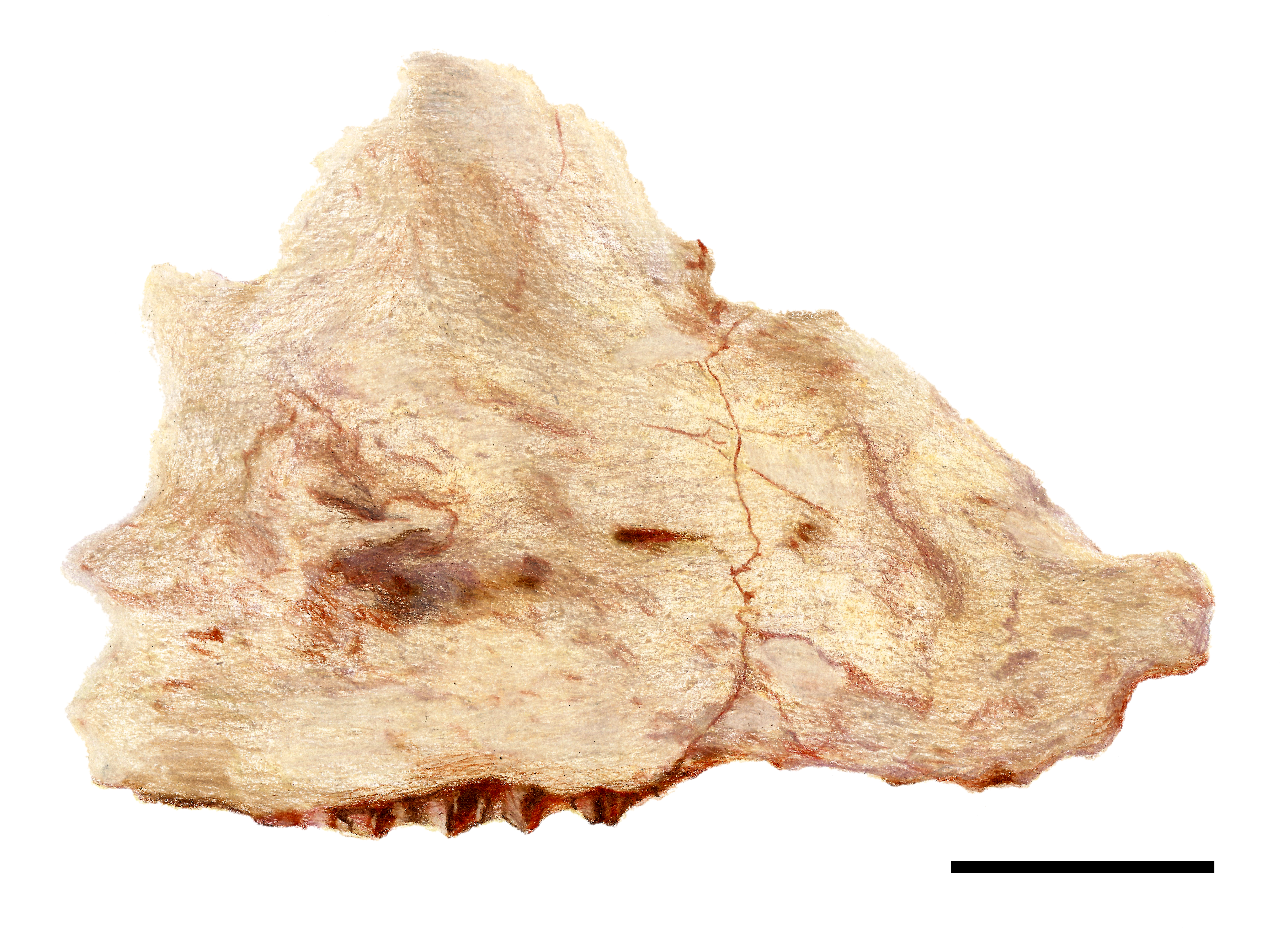
Holotype rechterbovenkaaksbeen.

In 1999 vond John Howard Hutchison in het Grand Staircase-Escalante National Monument een stuk kaak van een euornithopode. De precieze locatie zou hij daarna vergeten. In 2013 werd het stuk beschreven waarbij geconcludeerd werd dat het een lid was van Lambeosaurinae en een nieuw taxon.
In 2014 werd op basis van het fossiel de typesoort Adelolophus hutchisoni benoemd en beschreven door Terry A. Gates, Zubair Jinnah, Carolyn Levitt en Michael A. Getty. De geslachtsnaam is afgeleid van het Oudgrieks δηλόω, "tonen" en λόφη, "kam", een verwijzing naar het feit dat het fossiel, immers slechts uit een kaak bestaand, niet ("a~") de schedelkam toont die tussen verwanten zo onderscheidend is. De soortaanduiding eert Hutchison als ontdekker.
Het holotype, UCMP 152028, is gevonden in een laag van de Wahweapformatie die dateert uit het Campanien. Omdat de vindplaats niet meer exact gelokaliseerd kon worden, is de ouderdom ervan omstreden. In 2016 concludeerde een studie dat die hoger lag dan in 2014 gedacht. Indertijd werd die geschat op achtenzeventig miljoen jaar. Het bestaat uit een rechterbovenkaaksbeen van wellicht een jong dier. Het maakt deel uit van de collectie van het University of California Museum of Paleontology.
Iets dieper in de formatie zijn twee gedeeltelijke skeletten van een jong dier en een volwassen dier aangetroffen, de specimina UMNH VP 20187 en UMNH VP 13881. Die toonden geen onderscheidende kenmerken en zijn ook niet aan de soort toegewezen daar ze geen bovenkaaksbeenderen omvatten en een verband dus niet bewezen kon worden.

## Beschrijving
Omdat de resten van een onvolgroeid dier zijn, kan de volwassen lichaamslengte niet bepaald worden.
De beschrijvers stelden drie onderscheidende kenmerken vast ten opzichte van de Lambeosaurinae. Bij de voorste tak van het bovenkaaksbeen is de binnenwand uitzonderlijk hoog. Bij de achterste tak van het bovenkaaksbeen is de binnenwand uitzonderlijk hoog, reikend tot aan de bovenste tak en naar achteren en beneden aflopend waarbij de tak naar het verhemeltebeen in een uitzonderlijk hoge positie geplaatst wordt. Er loopt een verdikte richel van de onderzijde van het facet van het bovenkaaksbeen met het jukbeen naar de tak naar het verhemeltebeen.
De vaststelling van de bouw wordt bemoeilijkt doordat het bot sterk beschadigd en geërodeerd is. De onderscheidende kenmerken zijn alleen aanwezig indien men de oorspronkelijke omvang goed heeft ingeschat. Als bewaard is het stuk zo'n twintig centimeter lang. De hoog reikende binnenwand is vreemd omdat die meestal reeds op een lager niveau naar binnen draait. Eigenaardig is dat de opgaande tak lijkt op die van Parasaurolophus: langwerpig met een afgerond uiteinde. Dat suggereert dat Adelolophus, ondanks zijn ouderdom, een lid is van de Parasaurolophini en niet een basale lambeosaurine. Hetzelfde geldt voor de vorm van het facet met het jukbeen. De tak naar het verhemeltebeen begint hoog op 65% van de hoogte van de opgaande tak en eindigt op 80% van de hoogte van de opgaande tak terwijl dat normaliter op 50% ligt. Zo'n hoge binnenwand achteraan heeft geen enkel ander lid van de Hadrosauridae. De onderkant van het bovenkaaksbeen is ruw en dik afgerond terwijl de normale bouw glad en taps toelopend is. Opnieuw wordt dit alleen benaderd door Parasaurlophus. De tandrij is 192,5 millimeter lang en bevat vierentwintig of vijfentwintig tandposities.

## Fylogenie
Adelolophus werd in de Lambeosaurinae geplaatst. Dat zou betekenen dat het de oudste benoemde lambeosaurine uit Noord-Amerika was. De twee niet toegewezen skeletten zijn dan nog ouder. Daarvan werd bepaald dat ze vrij basaal staan maar het holotype van Adelelophus werd niet aan een exacte kladistische analyse onderworpen zodat de plaatsing onzeker is.